# جاشوا کندی
جاشوا بلیک کندی (انگلیسی: Joshua Blake Kennedy؛ زادهٔ ۲۰ اوت ۱۹۸۲) یک بازیکن فوتبال اهل استرالیا است.
وی همچنین در تیم ملی فوتبال استرالیا بازی کرده‌است.